# Rocé
Rocé é uma comuna francesa na região administrativa do Centro, no departamento Loir-et-Cher. Estende-se por uma área de 10,31 km². Em 2010 a comuna tinha 222 habitantes (densidade: 21,5 hab./km²).